# Neminatha

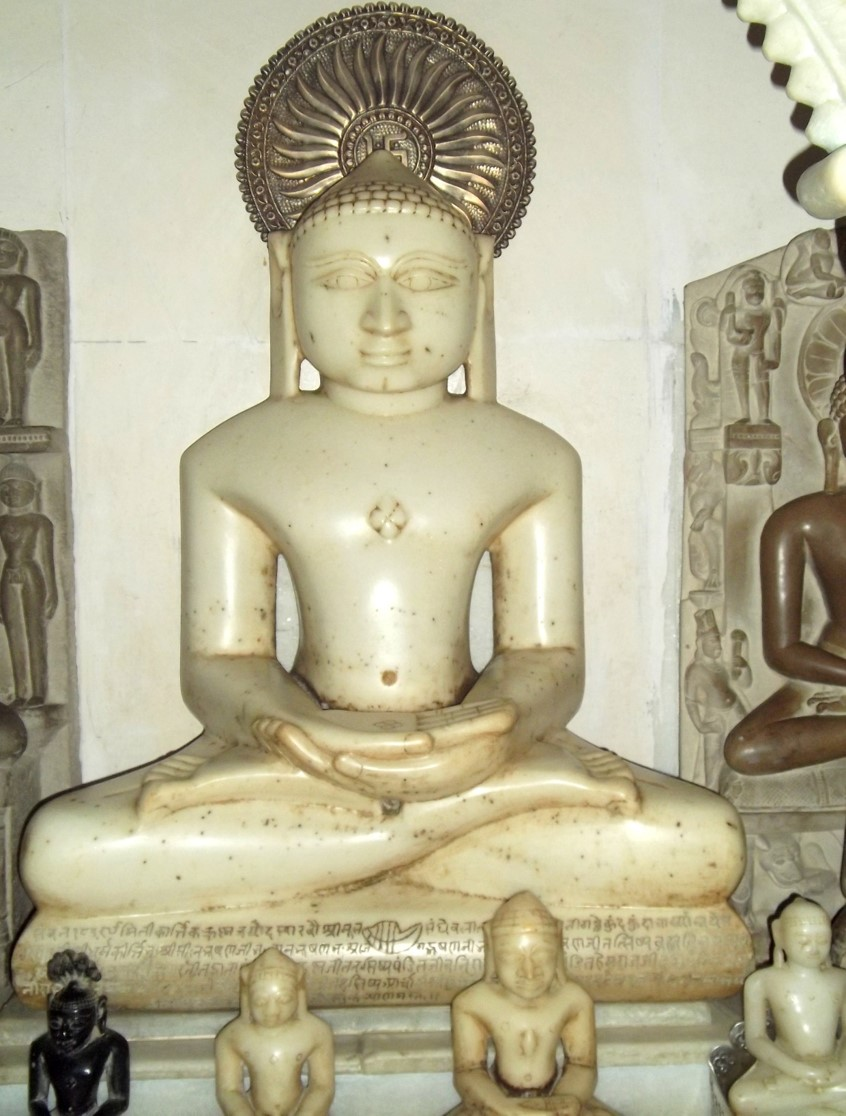
Tirthankara Neminatha

Neminatha war der 22. Tirthankara im Jainismus. Er soll nach dem jainistischen Glauben etwa im 32. Jahrhundert v. Chr. in Nordindien gelebt haben.

## Geburt
Neminatha (Devanagari: नेमिनाथ), auch Arishtanemi genannt, war der Sohn des aus der Harivamsa-Nachfolge (Sanskrit: हरिवंश) stammenden Königs von Sauripura Samudravijaya, und seiner Frau, Königin Shivadevi (gemeint ist Sauripura bzw. Sauryapura bei Dvaraka in Uttar Pradesh, nicht zu verwechseln mit Dvaraka in Gujarat). Er wurde am 5. Tag des 22. Nakshatras (indisches Mondhaus) Shravana Shukla geboren. Sein Großvater war Andakavrishni und sein Onkel Vasudeva, der Vater Krishnas und Balaramas. Seine Geburt wurde unter großen Feierlichkeiten begangen.

## Umzug nach Dvaraka

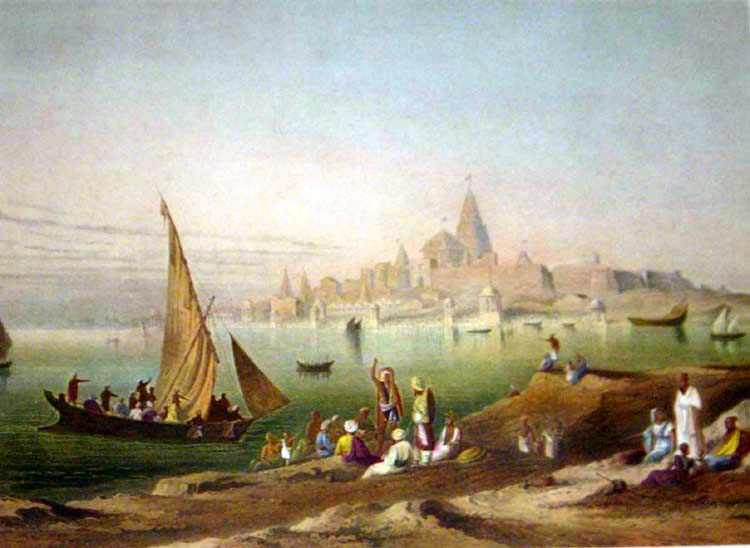
Dvaraka, Gemälde von 1826 bis 1830

Bedingt durch seine Auseinandersetzungen mit Jarasandha, der Mathura belagerte, entschied sich Krishna, mit seinem Gefolge nach Dvaraka in Gujarat zu übersiedeln (Vishnu parva, Kapitel 55–56).

## Heirat

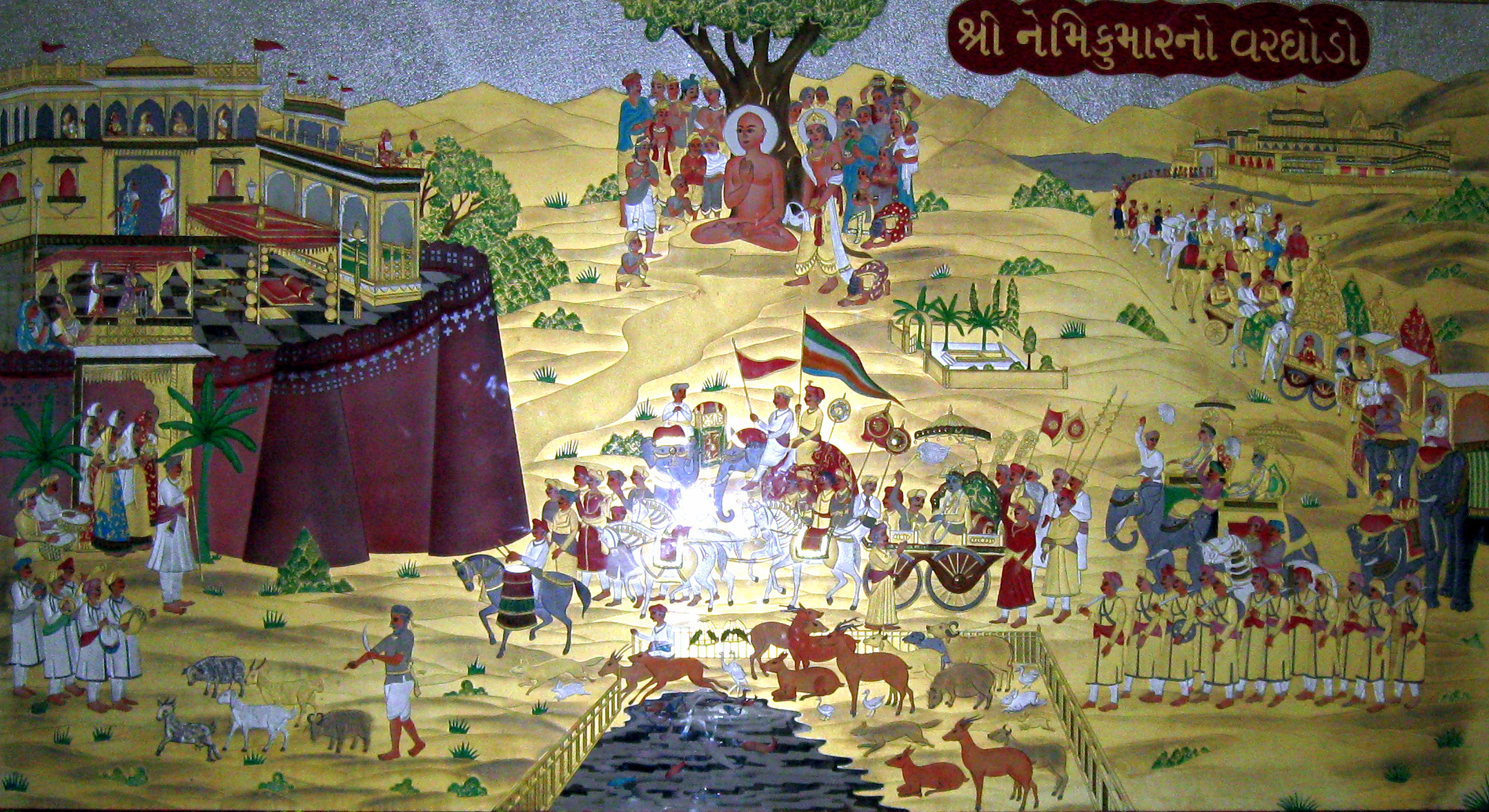
Prozession zur Heirat Neminathas

Gemäß vedischem Brauchtum wurde die Heirat Neminathas arrangiert. Diese Aufgabe übernahm sein Cousin und gleichzeitig spiritueller Schüler Krishna, der für diesen Anlass Rajamati, die Tochter Ugrasenas und Schwester seiner Frau Satyabhama ausgesucht hatte. Neminatha ritt zu dieser Zeremonie, die von tausenden von Königen und Prinzen sowie deren Gefolge besucht wurde, auf seinem geschmückten Elefanten. Unterwegs kamen sie an einem riesigen Wildgehege vorbei. Auf Neminathas Frage an seinen Elefantenlenker, warum die Tiere hier eingesperrt seien, bekam er als Antwort, dass sie zur Bewirtung der Gäste geschlachtet werden sollten. Erschüttert und tief bewegt, ordnete Neminatha die Freilassung der Tiere an. Außerdem machte er mit seinem Gefolge kehrt und zog zurück nach Dvaraka. Befragt für den Grund seines ungewöhnlichen Verhaltens antwortete Neminatha: „So wie diese Tiere eingesperrt waren, so sind wir alle in unserem Karma gefangen. Zufriedenheit und Glück beruhen auf Freiheit und nicht auf Zwang. Bitte haltet mich nicht auf, ich wähle den Pfad immerwährenden Friedens.“

## Entsagung

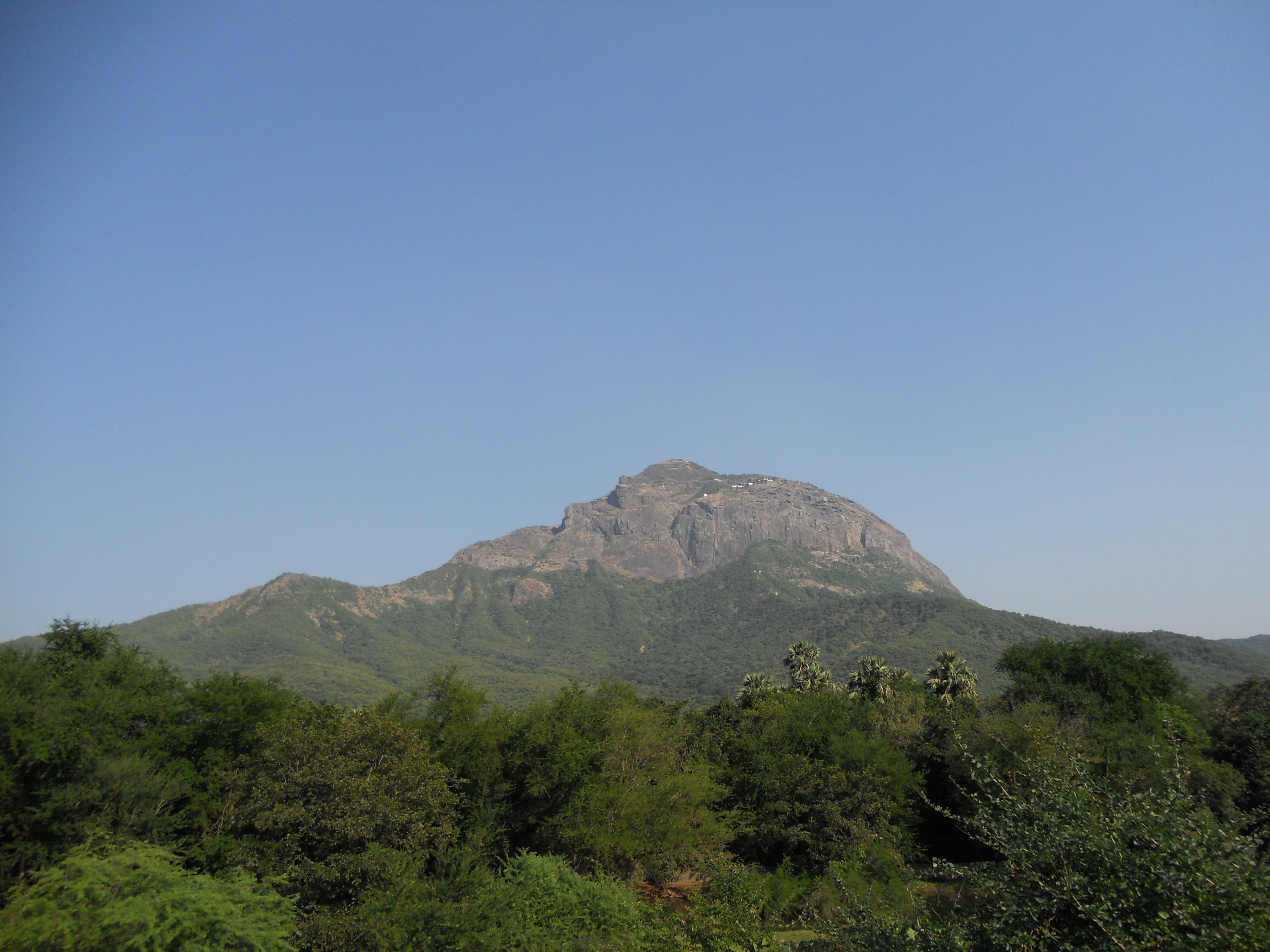
Der 1031 Meter hohe Girnar bei Junagadh in Gujarat

Nach einem Jahr, welches er in Dvaraka mit Wohltätigkeitsarbeit ausgefüllt hatte, verließ Neminatha die Stadt und begab sich zu dem außerhalb gelegenen Garten Raivatak. Am sechsten Tag des Monats Shravana entledigte er sich dort unter einem Ashoka-Baum in Gegenwart tausender anderer Menschen sämtlicher Habe. Fünfmal griff er mit seiner Hand in sein Haar und entfernte es. Fortan führte er das asketische Leben eines Shramanas. Nach 54 Tagen in spiritueller Versenkung zog er zum Berg Girnar. Dort erlangte er am Nachmittag des 15. Tags im Monat Ashvin den Zustand der Allwissenheit und wurde somit zum 22. Tirthankara – zu einem Siddha, einer befreiten Seele, die alle karmischen Auswirkungen hinter sich gelassen hat. Rajamati, seine Braut, folgte ebenfalls dem Beispiel Neminathas und gründete die Sandhvi Sangh, eine Vereinigung für asketische Frauen.

## Darstellung

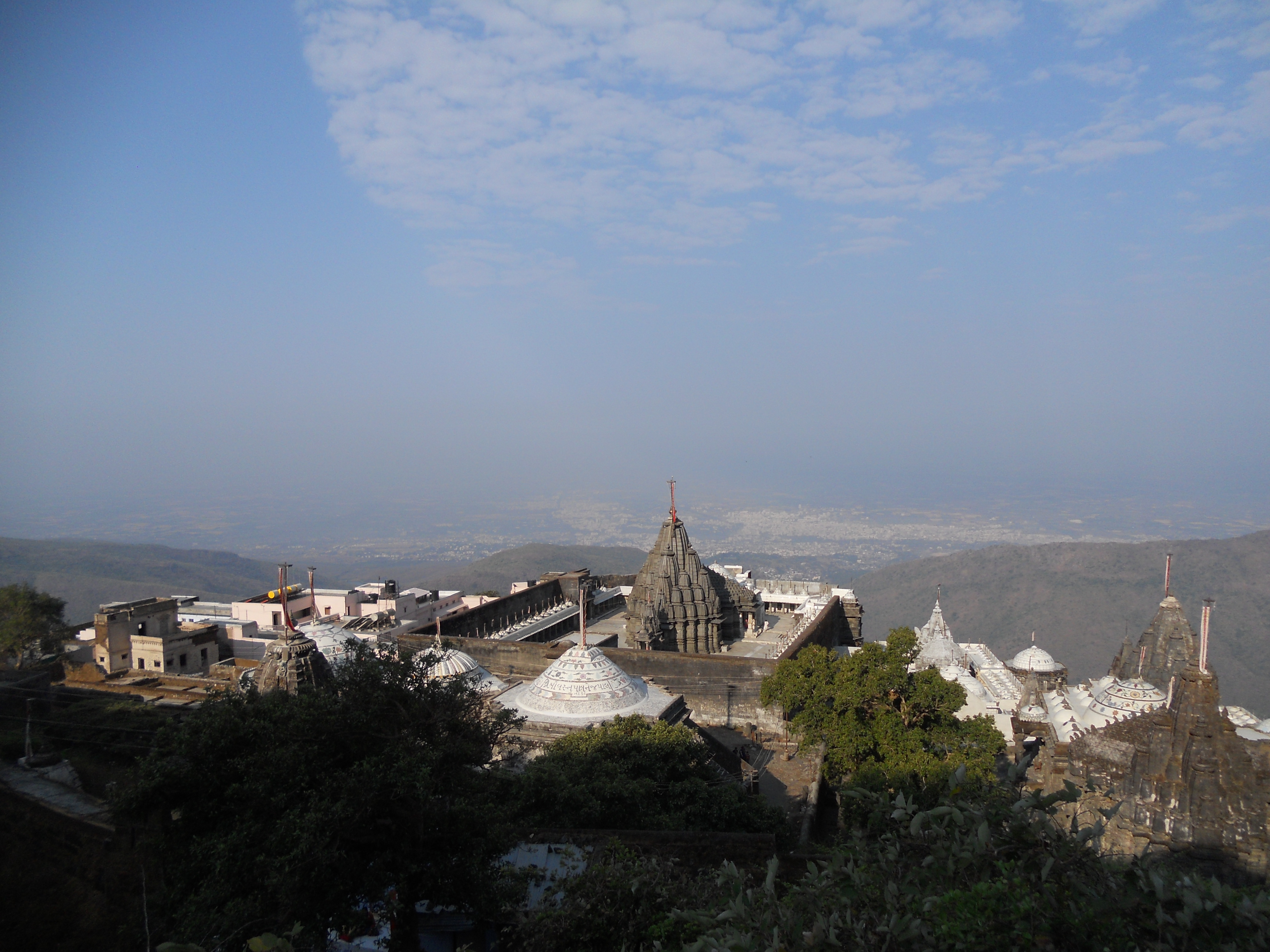
Blick über die Jain-Tempelanlage auf dem Girnar in Richtung Junagadh

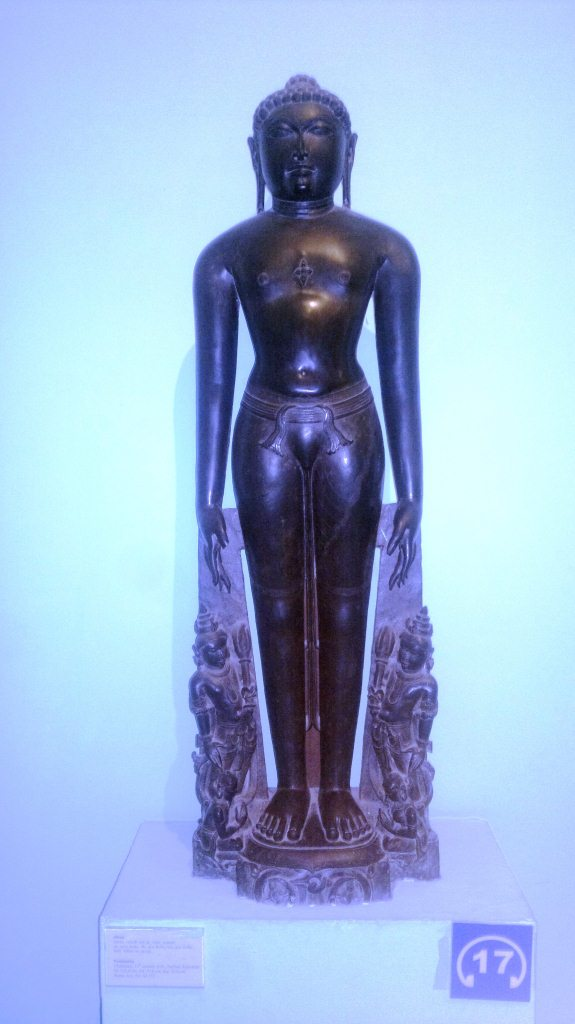
Neminatha in meditativer Postur, Nationalmuseum Neu-Delhi

Im Jainismus nehmen Tirthankaras eine gottgleiche, bevorzugte Stellung ein. Abgebildet wird Neminatha meist in sitzender oder aufrecht stehender, meditativer Haltung. Seine Körperfarbe ist schwarz. Als Symbol wird ihm ein Schneckenhorn zugeordnet. Sein beschützender Yaksha ist Gomedh, seine Yakshini ist Ambika.

## Lehre
Es ist sehr wahrscheinlich, dass der in der Chandogya-Upanishad erwähnte Weise Gora Angirasa mit Neminatha identisch ist.
Ghora Angirasa trug Krishna die folgenden spirituellen Grundsätze auf:
Enthaltsamkeit, Akzeptanz, Einfachheit, Gewaltlosigkeit und Wahrhaftigkeit.
Diese Prinzipien sind zu grundlegenden Elementen des Jainismus geworden, der vor allem auf Ahimsa beruht.

## Tempel
An der Stelle auf dem Berg Girnar, an der Neminatha Moksha erlangte, wurde zwischen 1128 und 1159 der Shri-Neminatha-Tempel (श्रीनेमिनाथ) errichtet. Er besteht aus mehreren rechteckigen Innenhöfen, an deren Durchgangspassagen Säulen stehen. Diese wurden fein säuberlich graviert und zeigen neben Neminatha die Abbildungen verschiedener Tirthankaras. An den Decken sind die Figuren tanzender Göttinnen angebracht. Der Tempel enthält ferner eine Bildgestalt von Neminatha aus schwarzem Granit, deren Augen von großen Juwelen ausgefüllt werden. Erwähnenswert ist ferner der Tempel Shri Neminath Adhisthayaka Nagotra Solanki Gotria Kuladevi Shri Ambikadevi Jinalaya in Santhu bei Bagra in Rajasthan. Hier wird Neminatha zusammen mit seiner Yakshini, Mutter Ambika, verehrt.

## Historizität
In der Geschichtswissenschaft kann der im Ganges-Becken Nordindiens angesiedelte Jainismus bis ins 7. Jahrhundert v. Chr. zurückverfolgt werden, d. h. bis Parshva, dem 23. Tirthankara, der historisch belegt ist. In den Schriften des Jainismus wird jedoch eine Liste von insgesamt 24 Tirthankaras angeführt, die daher zeitlich wesentlich weiter zurückreichen müssen. Sollte die familiäre Verbindung Neminathas mit Krishna den Tatsachen entsprechen – Krishna war angeblich sein älterer Cousin –, so kann als Zeitpunkt des Wirkens Neminathas das 32. Jahrhundert v. Chr. angesehen werden.
Neminatha wird ferner zusammen mit Rishabha im Rigveda erwähnt. Sehr ausführlich wird seine Geschichte von Jinasena im Harivaṃśapurāṇa erzählt, das aus dem Jahre 783 n. Chr. stammt und die Ereignisse aus jainistischer Sichtweise schildert.